# Гжат
Гжат (рус. Гжать) река је у европском делу Русије која протиче преко територије Смоленске области и лева је притока вазузе (део басена реке Волге и Каспијског језера). Протиче преко територија Тјомкиншког и Гагаринског рејона.
Нако што прими реку Мали Гжат на 86. км тока носи име Велики Гжат.
Извире на око 5 km јужније од села Покров у Гагаринском рејону, и након 67 km тока улива се у вештачко Вазуско језеро (саграђено 1981. године). Раније се директно уливала у реку Вазузу, а водоток је био дужи за 46 km (укупно 113). Део је пространијег Вазуског хидросистема.